# Odenwaldbrücke
Die Odenwaldbrücke ist eine Straßenbrücke in Wertheim, die den Mündungsbereich der Tauber in den Main sowie die Bahnstrecke Miltenberg West–Wertheim im Main-Tauber-Kreis in Baden-Württemberg überspannt. Sie überführt die Landesstraße 2310. Das Bauwerk besitzt zwei Fahrstreifen sowie beidseitig Geh- und Radwege.

## Geschichte
Die Odenwaldbrücke überspannt seit 1975 den Zusammenfluss von Tauber und Main. Im März 2009 begann eine umfassende Sanierung der Brücke. Es war die größte Brückensanierungsmaßnahme des Landes Baden-Württemberg im Jahr 2009. Die Gesamtkosten wurden mit 4,25 Millionen Euro veranschlagt. Während der Sanierung, die auf zweieinhalb Jahre angelegt war, wurde die Brücke in Abschnitten halbseitig gesperrt.